# سبايدرمان أنليميتد (لعبة فيديو)
سبايدرمان أنليميتد (بالإنجليزية: Spider-Man Unlimited)‏ هي لعبة فيديو ركض لا نهائي لها تم تطويرها ونشرها بواسطة غيم لوفت استنادًا إلى مارفل كومكس سوبر هيرو سبايدرمان. يتحكم اللاعب في سبايدرمان وإصداراته البديلة أثناء قتاله ضد أعضاء سنيستر سيكس ونظرائهم من الأكوان المتعددة. يتميز الوضع الرئيسي للعبة بأهداف نهائية على عكس الهدف التقليدي المتمثل في الركض إلى أقصى حد ممكن. اشتهرت اللعبة أيضًا بوجود أحداث مجتمعية منتظمة وخاصة ومحدودة زمنيًا.
أُعلن عنها في يونيو 2014، وصدرت اللعبة لأجهزة أندرويد وآي أو إس وويندوز فون في 10 سبتمبر 2014. بدءًا من أكتوبر 2014، أصدرت غيم لوفت العديد من التحديثات التي أضافت فصولًا إلى وضع القصة، سبايدرومن، أعداء والأحداث والمراحل. تم إيقاف اللعبة في مارس 2019. تم تنزيلها 30 مليون مرة ولاقت قبولًا جيدًا من قبل نقاد الألعاب. وأشاد المراجعون بضوابط اللعبة، والصوت، والرسوم المتحركة، وتنوع الشخصيات، في حين انتقدوا نظام الطاقة الخاص بها، الذي اعتبروه حدًا لإمكانية اللعب.

## الحبكة
بعد أن هزم سبايدرمان شخصية معروفة باسم غولد غوبلن، أخبره نيك فيوري أن غرين غوبلن قد استخدم بوابة لتجميع أكوان متعددة سينيتر سيكس ويخطط للاستيلاء على بُعد سبايدر-مان. شيلد استخدمت البوابة لتجميع إصدارات بديلة من سبايدرمان والأبطال الآخرين الذين يقودون العنكبوت مثل Spider-Girl وSpider-Ham وسبايدرمان 2099 للمساعدة في المعركة. يلاحق الرجل العنكبوت غرين غوبلن ونسخه البديلة. بعد أن هزم تسخه البديلة، حارب الرجل العنكبوت نسخًا مختلفة من النسر، وإلكترو، وساندمان، والدكتور أوكتوبوس، وميستيريو، بالإضافة إلى الجنود الأشرار - الجنود المدرعون الذين يعملون في الأكوان المتعددة الأشرار الستة.

## أسلوب اللعب
سبايدرمان أنليميتد هي لعبة ركض لا نهاية لها يركض فيها س عبر أسطح المنازل في نيويورك، بما في ذلك مبنى أوسكورب، بالإضافة إلى سفن الفضاء Sinister Six وجهاز دكتور أخطبوط العملاق، بينما يتفادى العقبات، وهزيمة الأعداء، وجمع شكا من السلطة والقوارير. يتم هزيمة الأعداء المنتظمين بهجمات الانزلاق واللكمات، بينما يطلب الرؤساء من اللاعب قذف المقذوفات عليهم. يكسب اللاعبون المجموعات عن طريق الإطاحة بالأعداء؛ كما أن ضرب عقبة أو المرور بحلقة ما يزيد أيضًا من عدد مجموعات اللاعب. تتخلل الأقسام التي يتأرجح فيها سبايدرمان عبر الشوارع، ويتسلق جوانب المباني، والسقوط الحر من المباني، مع الأجزاء الجارية من اللعبة.
تحتوي اللعبة على وضع قصة، على عكس العدائين التقليديين اللانهائيين، تتميز بأهداف محددة  - على سبيل المثال هزيمة عدد محدد مسبقًا من الأعداء، أو جمع عناصر عشوائية، أو الوصول إلى نقطة معينة، أو هزيمة الرئيس. وهي مقسمة إلى فصول، تسمى «القضايا»، لكل منها 5 مهام رئيسية تنتهي بقتال الزعماء، ومهام جانبية مختلفة. لا يمكن إتمام بعض المهام إلا من خلال إصدار محدد من سبايدر-مان. تم تقييد البعض الآخر بأحرف ذات مستوى معين؛ ولكن مع التحديث الثالث، تم تعديله ليتطلب قدرًا معينًا من "Spidey Power"، أو مضاعف فريق اللاعب. من خلال إكمال المهام، يمكن للاعب ربح نقاط خبرة للوصول إلى المستوى التالي والعملة داخل اللعبة: قوارير عادية أو أندر ISO-8. يمكن للاعبين تحسين تقوياتهم وشراء إصدارات بديلة من سبايدرمان عن طريق إنفاق القوارير.
للحصول على نسخة جديدة من سبايدرمان كـ «بطاقة»، يمكن للاعبين استخدام قواريرهم أو ISO-8 لفتح بوابات لبعد بديل يصل منه سبايدرمان تم اختياره عشوائيًا. كل بطاقة يمكن رفع مستواها ولها تصنيف نجمي  يسمى سقف المستوى. لرفع مستوى البطاقة، يمكن للاعبين ربح نقاط خبرة أثناء الجري. يمكن أيضًا التضحية ببطاقة لرفع مستوى أخرى، ومن خلال دمج بطاقتين متساويتين، يمكن للاعبين زيادة الحد الأقصى لمستوى البطاقة. باستخدام القوارير، التي تمنح اللاعبين عادة شخصية من فئة 3 أو 4 نجوم، يكون لدى اللاعبين فرصة ضئيلة لاكتساب نسخة نادرة من سبايدرمان، بينما يضمن ISO-8 حصولهم على واحدة نادرة. تحتوي كل بطاقة على مضاعف نقاط يتم رفعه بمجرد رفع مستوى العنكبوت  وقدرة خاصة. على سبيل المثال، يزيد Spider-Armor بنسبة 30٪ من النتيجة المكتسبة عن طريق الجري. كل بطاقة تحتل خانة شخصية، ستة منها متوفرة. يمكن للاعبين فتح الفتحات عن طريق إكمال إصدار، أو شرائها باستخدام قوارير، ومع ارتفاع السعر، ISO-8s.
بالإضافة إلى وضع القصة، تتميز اللعبة بوضع غير محدود على غرار الركض اللامتناهي بحكم الواقع  وأحداث محدودة الوقت، وكلاهما عبارة عن ألعاب تعتمد على النتائج. جوائز قائمة المتصدرين للوضع اللامحدود تعتمد على الترتيب اليومي. في الأحداث، يمكن للاعبين التنافس ضد لاعبين آخرين والفوز بالمكافآت؛ يكسب اللاعبون الرجل العنكبوت المميز في هذا الحدث من خلال الترتيب في مواقع معينة على لوحة المتصدرين أو الوصول إلى أهداف معينة. أضاف التحديث السابع وضع تحالف للاعبين عبر الإنترنت؛ إنها منافسة إقليمية للاستحواذ على شوارع نيويورك، حيث يمكن للاعب الانضمام إلى تحالف أو إنشاء تحالف خاص به لمواجهة تحالفات الآخرين. بالإضافة إلى ذلك، يمكن للاعبين إكمال مهام إضافية تسمى "Spidey Ops"، حيث تصبح شخصية أو أكثر، بحد أقصى ستة، غير متاحة لفترة زمنية محددة؛ عند عودتهم يكتسبون الخبرة والقوارير.
يمنح نظام الطاقة في اللعبة للاعبين 5 نقاط طاقة في البداية. بدء تشغيل في أي وضع يكلف نقطة واحدة، ويستغرق إعادة شحن نقطة 10 دقائق. يمكن للاعبين الدفع لإعادة تعبئة الطاقة بإنفاق ISO-8. يمكن للاعبين تكوين صداقات على لوحة الصدارة؛ مرة واحدة في اليوم يمكنهم إرسال 5 نقاط طاقة وطلبها، والتي يتم تخزينها في صناديق البريد الوارد الخاصة بهم.

## التطوير والإصدار
تم تطوير ونشر اللعبة بواسطة شركة غيم لوفت ومقرها باريس. قام بتأليف الموسيقى التصويرية باسكال ديون، وأخرجها بابتيست مارمي، أنتج ستيف ميلانسون، صممه كورنتين ديلبرات، وبرمجته جيروم تشين. في بيان صحفي في 6 يونيو 2014، أعلنت غيم لوفت أنها أقامت شراكة مع مارفل وكانت تطور لعبة تعتمد على سبايدرمان للهواتف الذكية والأجهزة اللوحية. في وقت لاحق من ذلك الشهر، خلال معرض الترفيه الإلكتروني، تم عرض إعلان إعلاني  وأصبحت اللعبة قابلة للعب. تم عرض مقطورة ثانية في سان دييغو كوميك كون في يوليو. صدرت اللعبة لنظام التشغيل آي أو إس وأندرويد وويندوز فون في 10 سبتمبر.
تم تصور فكرة اللعبة لأول مرة حيث اعتقد فريق الإنتاج أن ألعاب الركض التي لا نهاية لها كانت شائعة ولكنها كانت دائمًا متشابهة جدًا. لإنشاء عداء لا نهاية له يميز نفسه عن الآخرين في هذا النوع، ركز فريق العمل على قوى سبايدرمان الرئيسية، والتي أدت في الأصل إلى لعبة مقلاع فقط. ومع ذلك، وجدوا الأمر «مملًا بعض الشيء»، وكان من الصعب خوض معارك مع الرؤساء وإضافة أنظمة وأنماط لعب جديدة. ثم أعادوا صياغة مفهوم اللعبة على أنها عداء مع عناصر من التأرجح والقتال وتسلق الجدران والسقوط الحر. تم إنشاء قصة اللعبة للتركيز على Sinister Six والإصدارات المتعددة من سبايدرمان. سُمح لشركة غيم لوفت باستكشاف قصص أخرى مثل Spider-Verse، ولكن طُلب منهم التشاور مع مارفل لتحديد أي القصص سيتم عرضها. كانت مديرة المنتج، تاتيانا ناهي، مسؤولة عن الاختيار من بين الخيارات وتناقش الأفكار مع مصمم السرد. بعد أن ينشئ مصمم السرد مخطط الحبكة الرئيسي والحوارات، يستشيرون كاتب مارفل Fred Van Lente للحصول على تعليقات. تحدث نفس عملية الحصول على تعليقات مارفل لإضافة شخصيات وبيئات جديدة. تم إنشاء البيئات بواسطة فريق تصميم المستوى، والذي كان مسؤولاً عن تحديد أي عقبات أو أنواع هجمات الرؤساء الأكثر ملاءمةً، بناءً على مدى تميزها عن المستويات الأخرى. مع إصدار تحديثات جديدة، تمت إضافة بيئات جديدة مثل نيويورك هايلاين، 2099 نيويورك ونيويورك الثلجية.
استندت تقنيات الرسوم المتحركة للشخصيات إلى ألعاب سبايدر مان السابقة والأفلام والرسوم الهزلية. تم تصميم الشخصيات لتكون متوازنة، ومع أخذ ذلك في الاعتبار، حاول فريق الإنتاج تنفيذ قدرات مماثلة لـ Spider-Men وSpider-Women، على الرغم من منحهم مهارات مختلفة. في الأصل، سمح مارفل للموظفين باستخدام 30 شخصية فقط، لكن المطورين شعروا أنه كان محدودًا - فقط وجود شخصية أنثوية واحدة، على سبيل المثال - وطلب المزيد من التنوع. الطلبات الموجودة على منتدياتهم وصفحة فيسبوك وريديت وتويتش تم النظر فيها أيضًا، لكنهم ركزوا دائمًا على الإصدارات المواضيعية؛ على سبيل المثال، «الوحوش العناكب» (Spider-X وTarantula) أو متغيرات الأبعاد من سبايدرمان. منذ بداية اللعبة، خطط فريق الإنتاج لإضافة شخصية ذات سقف أعلى من 100 كما تصوروا أن اللاعبين سيتقنون جميع الشخصيات المتاحة في النهاية. أدى ذلك إلى إنشاء شخصيات «تايتن» لتوسيع قيمة إعادة تشغيل اللعبة. لتجنب التغلب عليهم وتقليل قيمة الشخصيات الأخرى، جعلوا جبابرة من الصعب اكتسابهم.
أصدرت غيم لوفت تحديثات للعبة بشكل متكرر. كان السبب الرئيسي لإضافة التحديثات الجديدة هو تجميع الشخصيات حسب الموضوع والمزامنة مع مارفل كومكس. على هذا النحو، بدأ التحديث الأول، الذي صدر في 2014، قصة "Spider-Verse"؛ ظل هذا هو الموضوع الرئيسي حتى التحديث الرابع، الذي صدر في أبريل من العام التالي. الأشرار الرئيسيين في هذه القصة، الورثة، تمت مواجهتهم في حدث "Great Hunt"؛ أولاً كارن ومورلون، ثم دايموس وجينيكس، وفي النهاية سولوس. التحديث السابع، الذي صدر في سبتمبر 2015، أضاف أحداثًا وبيئات تستند إلى قصة جزيرة سبايدر إلى اللعبة. استمر الإصدار الثامن، الذي صدر في أكتوبر، في Spider-Island، وأضف شخصية Renew Your Vows آني باركر وأزياء من قصة جديدة كليًا ومختلفة. حتى أن اللعبة توقعت الكوميديا عندما ظهر زي Spider-Woman الجديد لأول مرة في التحديث الثاني، الذي صدر في ديسمبر 2014، قبل ظهورها في مارس 2015 الكوميديا.
ساهمت التحديثات أيضًا في نمط القصة الرئيسي؛ أضاف الأول ساندمان كرئيس له، بينما أضاف الرابع دكتور أوكتوبس، وأضاف السادس ميستيريو، وأضيف فينوم في تحديث أغسطس 2016. تمت إضافة شخصيات جديدة بشكل متكرر من خلال التحديثات، وبعضها، مثل Spider-Gwen وSilk وSpider-Punk وAracnido Jr. ظهروا لأول مرة في سبايدرمان أنليميتد. تضمن محتوى التحديث الشائع الآخر معارك موضوعية ضد أشرار معينين، مثل جاك أولانترن،  Hydro-Man، وSilver Sable. عدادات الهدف السادسة المحسّنة للأحداث، بينما أضاف السابع أحداثًا قصيرة على غرار المهمة. تضمنت بعض التحديثات مثل الأول والسادس أيضًا إصلاحات للأخطاء، بينما تم تكييفها أولاً للتشغيل على أجهزة Windows Phone مع 512 ميغا بايت من ذاكرة الوصول العشوائي، والسادس جعلها متوافقة أيضًا مع برنامج MFi.
بالتزامن مع إصدار Avengers: Infinity War في 27 أبريل 2018، أصدرت اللعبة حدثًا للترابط شارك فيه ثانوس في سعيه لجمع أحجار إنفينيتي. كما تضمن التحديث الثاني والثلاثون للعبة إصدار Iron Spider المبني على تجسد الفيلم بالإضافة إلى إدخال شخصيات أخرى، لا سيما تلك من قصة Venomverse. في 20 ديسمبر، أعلنت غيم لوفت أن اللعبة لن تتلقى المزيد من التحديثات وسيتم إغلاقها بحلول 31 مارس 2019.

## التقييم
| استقبال                                                                                                |           |
| --- | --------- |
| مجموع النقاط المجموع نقاط ميتاكريتيك 79/100 نتائج المراجعة نشرة نقاط بوكيت غيمر 7/10 تاتش آركيد 148آبس |           |
| مجموع النقاط                                                                                           |           |
| المجموع                                                                                                | نقاط      |
| ميتاكريتيك                                                                                             | 79/100    |
| نتائج المراجعة                                                                                         |           |
| نشرة                                                                                                   | نقاط      |
| بوكيت غيمر                                                                                             | 7/10      |
| تاتش آركيد                                                                                             | 4/5 stars |
| 148آبس                                                                                                 | 4/5 stars |

لاقت لعبة سبايدرمان أنليميتد تقييماً جيدًا من العملاء؛ اعتبارًا من ديسمبر 2014، تم تنزيلها أكثر من 30 مليون مرة. قدم النقاد «مراجعات مواتية بشكل عام»، وفقًا لـ ميتاكريتيك، منح اللعبة درجة 79 من أصل 100 بناءً على 10 مراجعات. صرح جيم سكوايرز، الذي يكتب لـ غيم زيبو، أن اللعبة «هي الطريقة التي تؤدي بها عداءًا بطريقة صحيحة، وكيف تلعب لعبة الأبطال الخارقين بشكل صحيح». أوصى شون موسغريف من توش آركيد به كل من عشاق سبايدرمان ومحبي الجري اللامتناهي. قال جاستن ماكلروي من موقع بوليغون: «إن لعبة سبايدرمان أنليميتد هي لعبة من الدرجة الأولى بمفردها». أعرب طاقم Download.com عن تقديرهم لمزيجها من «الرسومات الرائعة، والمهارات فائقة السرعة، وشعور المدرسة القديمة بلعبة الركض الكلاسيكية». بالنسبة لـ 148Apps.com، كتبت Jennifer Allen، «على الرغم من بعض المشاكل، فإن سبايدرمان أنليميتد هي لعبة ركض لا نهاية لها بشكل مدهش مصنوعة جيدًا». كتب بيتر ويلينجتون من بوكيت غيمر أن أولئك الذين ينتظرون لعبة سبايدرمان «سيصابون بخيبة أمل» لكنها «عداء تلقائي عالي الجودة».
أشاد Squires وWillington وMcElroy باستجابة عناصر التحكم في اللعبة، واستمتع فريق Download.com ببداهة اللعبة. فيما يتعلق بالصوت، أشاد Musgrave وWillington بالتمثيل الصوتي، وأشاد Musgrave بالموسيقى التصويرية، وأثنى Willington على المؤثرات الصوتية. كما أشاد موسغراف وويلينجتون وماكلروي بالرسوم المتحركة. قدر موسغريف وويلينجتون بشكل أساسي الأسلوب الشبيه بالكتب الهزلية، وموسغريف وماكلروي البيئات المتنوعة. قالت سكوايرز إن لديها «مزيجًا مثاليًا من السرعة والفكاهة والبعثات والمقتنيات»، بينما أبرز ماكلروي وموظفو Download.com إمكانية الحصول على رجال عنكبوت قابل للتحصيل. أشاد سكوايرز وماسغريف بالتنوع بين الجري والتأرجح والتسلق والسقوط الحر. ذكر الأول، «النتيجة هي لعبة تستمر في الشعور بالانتعاش لفترة طويلة بعد المسرحية المائة».
علق Musgrave، «أسلوب الفن في بعض الأحيان يعيق طريقة اللعب»، وكان ويلينجتون ينتقد وضع القصة، الذي قال إنه يحتوي على «حبكة ضعيفة» ويفتقر إلى تطوير الشخصية. لاحظ فريق Download.com أيضًا بعض التأخيرات وأخطاء البرامج، بينما ذكر Musgrave وAllen أن عناصر التحكم واجهت أحيانًا مشاكل في التعرف على الضربات الشديدة. علق سكوايرز أن مشكلة اللعبة هي الحد الأقصى للمستوى عندما يستخدم اللاعب شخصية واحدة فقط. ومع ذلك، وفقًا لماسغريف، كان نظام الطاقة في اللعبة «أكبر نقطة خلافية»؛ انتقدها هو وويلينجتون وألين ومايك فاهي من كوتاكو. في المقابل، قال ماكيلروي إن نظام الطاقة عبارة عن «خطاف تحويل دقيق» يمكن التغلب عليه بسهولة دون إنفاق أي أموال حقيقية، وأكد سكوايرز أنه بسبب مدة التشغيل «ينتهي به الأمر إلى الشعور بأنه أكثر إنصافًا في الممارسة منه يبدو على الورق».